# Астерикс и Обеликс: Миссия Лас-Вегум
«Астерикс и Обеликс: Миссия Лас-Вегум» (англ. — Asterix & Obelix XXL 2: Mission Las Vegum) — видеоигра в жанре аркада, изданная в Европе компанией Atari для персональных компьютеров под управлением Windows 16 октября 2005 года и для консоли PlayStation 2 30 июня 2006 года. В Европе 12 октября и 17 ноября 2006 года соответственно для портативных систем Nintendo DS и PlayStation Portable вышла переработанная версия под названием Asterix & Obelix XXL 2: Mission Wifix. В ноябре 2018 года на платформах Windows, macOS, PlayStation 4, Xbox One и Nintendo Switch вышел ремастер игры. Является сиквелом Asterix & Obelix XXL.
По сюжету игры главный деревенский друид Гетафикс якобы предал галлов и стал прислуживать Цезарю, и, чтобы разобраться в происходящем, Астерикс и Обеликс отправляются в построенный римлянами город развлечений Лас-Вегум. Игровой процесс схож с таковым в предшественнике, но претерпел некоторые изменения. Игроку нужно проходить различные локации Лас-Вегума, сражаясь с врагами, решая головоломки и освобождая взятых в плен друидов после битв с боссами. На локациях также следует собирать шлемы, служащие внутриигровой валютой, которая необходима для доступа к некоторым локациям и открытия дополнительного контента.
При разработке в «Астерикс и Обеликс: Миссия Лас-Вегум» решили включить большое количество отсылок к поп-культуре, что, по словам создателей, приближает стиль аркады к пародийной составляющей оригинальных комиксов. После выхода игры рецензенты оставили о ней смешанные отзывы, похвалив графику и юмор, но раскритиковав дизайн уровней и короткую продолжительность прохождения; последующие переиздания тоже были неоднозначно восприняты прессой, которая, помимо прочего, раскритиковала технические недочёты и недостаточное количество нововведений, по сравнению с оригинальной версией. В 2019 году вышло продолжение — Asterix & Obelix XXL 3: The Crystal Menhir.

## Игровой процесс

Астерикс и Обеликс на локации Венеция: для дальнейшего прохождения требуется уничтожить находящихся впереди врагов, после чего будет разблокирована дверь

«Астерикс и Обеликс: Миссия Лас-Вегум» представляет собой аркаду, выполненную в трёхмерной графике. Всего в игре предстоит пройти 6 разнообразных локаций города Лас-Вегум — Лютеция, Венеция, Луксор, WCW, Остров Пиратов и Дворец Схватинаса. Проход в каждую следующую локацию открывается только после выполнения всех требуемых заданий на текущей. Отдельно в главном меню предусмотрен пункт «Главы», в котором игрок может самостоятельно выбрать эпизод, с которого начнётся игра. На локациях разбросаны 3 вида собираемых шлемов — серебряные, золотые (каждый такой стоит 10 серебряных) и алмазные (каждый такой стоит 10000 серебряных); алмазные шлемы всегда спрятаны в труднодоступных местах и содержатся в количестве 5 штук на каждую локацию. На некоторых локациях определённое количество шлемов необходимо передать охраннику, чтобы тот открыл неразрушимую дверь. На локациях можно найти множители x3 и x10 (при сборе нескольких множителей их эффекты складываются, предельно — до x100), увеличивающие стоимость собираемых шлемов в соответственное количество раз; множители действуют ограниченное время после каждого их сбора. Разбросанные по локациям деревянные ящики можно разрушить, после чего из них выпадают серебряные или золотые шлемы. Если любые собираемые предметы (шлемы, множители и так далее), появляющиеся из ящиков или других объектов, долго не собирать после их выпадения, то они исчезнут. В Лас-Вегуме есть 3 района торговли сувенирами, которые при их нахождении открывают доступ соответственно к галерее открыток (содержит приобретаемые на собранные шлемы открытки с видами парка), галерее персонажей (в ней можно посмотреть персонажей игры, открывающихся в галерее за сбор алмазных шлемов) и галерее Видеовидикса (содержит ролики игры, которые уже показывались при прохождении сюжета). На локациях находятся карты Лас-Вегума на каменных плитах — они сохраняют прогресс прохождения и являются контрольными точками, с которых начинается сохранённая игра при перезапуске.
Под управление даётся один из двух персонажей — Астерикс или Обеликс. Большую часть игры можно переключить управление с одного персонажа на другого — вторым управляет ИИ, помогая игроку. С Астериксом и Обеликсом бегает пёс Догматикс — он проверяет локации на предмет скрытых объектов и, по желанию игрока, может атаковать некоторых врагов. Во время прохождения поединки чередуются или совмещаются с головоломками. В некоторых ситуациях Астерикс или Обеликс действует в одиночку — когда другой персонаж не может проникнуть в определённые места уровня (например, Обеликс не способен пройти в узкие проходы). Доступ к тем или иным местам локации зачастую возможен только после совершения определённых действий — переключения рычагов, подрыва хрупких поверхностей бомбой и так далее. В некоторых ситуациях требуется использовать большие механизмы, такие как кабины (в них становится Астерикс, а движение либо автоматизировано, либо осуществляется Обеликсом), мишени (в них следует бросить определённое количество врагов) и пушки (с них ведётся отстрел приближающихся врагов, которых можно захватывать в цели до нескольких сразу). Враги в игре отличаются способами атаки, характером передвижения по локации, возможностью защищаться и так далее. Для сражения с врагами применяются различные атаки — например, только наносящие урон или оглушающие (оглушённый враг на несколько секунд становится неподвижен и не может атаковать и защищаться). С уничтоженного врага выпадают серебряные или золотые шлемы — как и в случае с выпавшими из ящика, если эти шлемы долгое время не собирать, они исчезают. Астерикс также может воспользоваться волшебным зельем, обычно расположенным на специальных плитах — если подобрать зелье, Астерикс становится значительно быстрее и сильнее, но время действия зелья, как правило, ограничено. Иногда на сражения или выполнение определённой последовательности действий даётся ограниченное время.
Если герой, которым в данный момент управляет игрок, атакован врагом или наткнулся на опасное препятствие (например, огонь или падающие бочки), то теряются очки жизни. Шкалу очков жизни можно увеличить максимум в 2 раза, подбирая соответствующие бонусы на локациях. Если очки жизни опустеют, то у персонажа закончится энергия и он упадёт без сил, после чего игра загружается с последней контрольной точки. Некоторые опасности, например пропасти, сразу опустошают всю энергию. Немного пополнить очки жизни можно, подобрав кабаний окорок, который выпадает из найденной на локации корзины после каждого удара по ней (при этом, после нескольких ударов корзина исчезает); после увеличения шкалы очки жизни сразу восстанавливаются полностью. Игра регулярно предоставляет своеобразные соревнования — над врагом появляется значок подсказки, обозначающей комбинацию атак, которую следует применить к этому врагу, переключившись на того или иного персонажа: в случае успешного выполнения такой комбинации, даётся бонус (например, пополнение очков жизни или волшебное зелье). Шлемы можно потратить в расставленных на локациях Фрукто-машинах — они могут дать взамен кабаний окорок или большее количество шлемов (либо только один из этих вариантов), или же не дать ничего. На некоторых локациях предстоит освободить друидов из заточения, но прежде чем будет возможно это сделать, необходимо победить босса — «Десмача»; каждая следующая битва с боссом усложняется и требует определённую тактику для атаки. После освобождения каждого друида становится доступным новое комбо, которое можно использовать при воздействии на Астерикса волшебного зелья — такие комбо исключают потерю энергии от внешних атак и практически мгновенно уничтожают большое количество врагов в поле видимости.

## Сюжет
Из деревни таинственным образом исчезает главный деревенский друид — Гетафикс, который якобы предал галлов и стал прислуживать Цезарю. Римский шпион Сэм Шифер стал свидетелем того, как Гетафикс отдал трёх друидов — Баттермикса, Керосина и Сучафусса — в плен, помогая Цезарю. Предав римлян, Сэм Шифер пришёл в галльскую деревню и рассказал её жителям о случившемся. Сэму Шиферу поначалу не верят, но в качестве доказательства он принёс серп Гетафикса. На поиски Гетафикса Астерикс и Обеликс отправляются в Лас-Вегум — город, построенный римлянами специально для развлечений. Придя к Лас-Вегуму, галлы заметили отправившегося с ними Сэма Шифера, который помог героям тайком проникнуть в Лютецию. О нахождении галлов в Лас-Вегуме Цезарю доложил его новый приспешник — центурион Ларри Крафт: это злит Цезаря, и он приказывает Ларри Крафту послать на Астерикса и Обеликса все легионы. В Венеции Астерикс и Обеликс устраняют Десмача и спасают Баттермикса: друид говорит, что Гетафикс предал их, и рассказывает, что Десмач — подопытный проект мощнейшего римского легионера, которого Цезарь намерен массово внедрить в войска римлян, и который охраняет и остальных друидов. Ларри Крафт докладывает Цезарю, что продвижение галлов лишь немного замедленно: Цезарь рассержен, но даёт Ларри Крафту ещё один шанс. При помощи Сэма Шифера Астерикс и Обеликс проникают в Луксор. Там они спасают Керосина, но никаких новых подробностей им узнать не удаётся.
Проникнув на арены WCW, галлы обнаруживают Интернетус — ультрабыструю систему связи, созданную Цезарем. Там же они обнаруживают фальшивую деревню галлов, узнавая план Цезаря — захват галльской деревни. Неожиданно герои встречают Гетафикса, предпринявшего неудачную попытку убийства Астерикса и Обеликса, столкнув их в пропасть с лавой: в это время подоспевает Сэм Шифер, спасая галлов. Обман раскрывается, и за маской Гетафикса оказывается Ларри Крафт, в то время как настоящий Гетафикс, аналогично другим друидам, находится в заточении. Герои разбивают римских легионеров под командованием Ларри Крафта, после чего тот вынужден выполнять новый план разгневанного неудачами центуриона Цезаря — приказать флоту пристать к берегу Арморики и высадить легионы, против которых без достаточного запаса волшебного зелья невозможно продержаться. На Острове Пиратов Астерикс и Обеликс спасают Сучафусса, торопящего галлов спасти Гетафикса из Дворца Схватинаса, построенного Цезарем. Сэм Шифер помогает Астериксу и Обеликсу проникнуть во Дворец Схватинаса. Там Цезарь устраивает им ловушку, направив сражаться с ними своих многочисленных клонов. Однако герои успешно уничтожают клонов Цезаря, последнего Десмача, и освобождают Гетафикса: окружённый галлами Цезарь вынужден сдаться и отдать приказ своему флоту покинуть Арморику. Галлы возвращаются в свою деревню и устраивают банкет.

## Разработка и выход игры
| Системные требования    | Системные требования                               | Системные требования                                                                                    |
| ----------------------- | -------------------------------------------------- | --- |
|                         | Минимальные                                        | Рекомендуемые                                                                                           |
| Windows                 |                                                    | |
| ОС                      | 2000/XP                                            | XP SP2                                                                                                  |
| ЦПУ                     | Pentium IV (1 ГГц) или AMD-эквивалент              | Pentium IV (1,5 ГГц) или Athlon XP                                                                      |
| Объём ОЗУ               | 256 Мб                                             | 512 Мб                                                                                                  |
| Место на диске          | 1.3 Гб                                             | 1.3 Гб                                                                                                  |
| Информационный носитель | DVD                                                | DVD |
| Видеокарта              | 32 Мб, Hardware T&L совместимая видеокарта         | 64 Мб DirectX 9-совместимая видеокарта (уровня GeForce 4 и выше, кроме MX серии и встроенных видеокарт) |
| Звуковая плата          | DirectX 9-совместимая звуковая карта               | DirectX 9-совместимая звуковая карта                                                                    |
| Windows (ремастер)      |                                                    | |
| ОС                      | 7/8/10                                             | 7/8/10                                                                                                  |
| ЦПУ                     | Intel Core i3-2125 (3,3 ГГц)/AMD FX-4100 (3,6 ГГц) | Intel Core i7-3820 (3,6 ГГц)/AMD FX-8350 (4 ГГц)                                                        |
| Объём ОЗУ               | 4 Гб                                               | 8 Гб |
| Место на диске          | 2 Гб                                               | 2 Гб |
| Информационный носитель | цифровая дистрибуция                               | цифровая дистрибуция                                                                                    |
| Видеокарта              | 1 Гб, GeForce GTX 560/Radeon HD 7790               | 2 Гб, GeForce GTX 760/Radeon R7 370                                                                     |
| macOS                   |                                                    | |
| ОС                      | Mac OS X 10.8+                                     | Mac OS X 10.8+                                                                                          |
| ЦПУ                     | Intel Core i5                                      | Intel Core i5                                                                                           |
| Объём ОЗУ               | 6 Гб                                               | 8 Гб |
| Место на диске          | 2 Гб                                               | 2 Гб |
| Информационный носитель | цифровая дистрибуция                               | цифровая дистрибуция                                                                                    |
| Видеокарта              | AMD R7 260X - Nvidia GTX 560 Ti 1 Гб               | Nvidia GTX 960 2 Гб                                                                                     |
| Звуковая плата          | All Sound card                                     | All Sound card                                                                                          |

После успеха Asterix & Obelix XXL издателем Atari было принято решение выпустить сиквел. За разработку продолжения, как и в случае с первой частью, была ответственна студия Étranges Libellules. Игра была анонсирована 17 июня 2005 года. В «Астерикс и Обеликс: Миссия Лас-Вегум», по сравнению с предшественником, улучшена графика и обновлён игровой процесс. В аркаде также использовано большое количество отсылок к различным произведениям поп-культуры: пародируются видеоигры (например, Mario и Tomb Raider), современные технологии (например, интернет) и фильмы (например, «Матрица»), а сам игровой город — Лас-Вегум — вдохновлён Лас-Вегасом. Такие особенности придают игре пародийный аспект оригинальных комиксов про Астерикса и Обеликса. Дизайны главных героев также были немного доработаны для их большей детализации.

### Оригинальная и портативная версии
22 сентября 2005 года вышла демоверсия игры. Изначально выход «Астерикс и Обеликс: Миссия Лас-Вегум» должен был состояться 30 сентября 2005 года на ПК и PlayStation 2, но был перенесён. По другим предварительным данным, игра на обеих платформах должна была выйти в середине октября того же года. В итоге «Астерикс и Обеликс: Миссия Лас-Вегум» вышла в Европе 16 октября 2005 года на персональных компьютерах под управлением Windows, а 30 июня 2006 года — на консоли PlayStation 2; 12 ноября 2008 года на ПК компанией «Акелла» была выпущена локализованная русская версия игры.
15 июня 2006 года была анонсирована доработанная студиями Mistic Software и Tate Interactive версия игры соответственно для портативных систем Nintendo DS и PlayStation Portable под названием Asterix & Obelix XXL 2: Mission Wifix, выход которой планировался в Европе в ноябре того же года. Она включает в себя новые мини-игры, немного изменённые локации, и многопользовательскую игру, реализованную по соединению через Wi-Fi: так, имеется возможность кооперативного прохождения, а также дополнительный соревновательный режим «Командная битва на арене», поддерживающий до четырёх игроков. Версия для DS, помимо прочего, вместо открытых локаций предоставляет в основном линейное прохождение уровней с двухмерным геймплеем, а в некоторых ситуациях для управления задействован тачпад. 2 октября была объявлена дата выхода Asterix & Obelix XXL 2: Mission Wifix — 17 ноября 2006 года: в этот день игра вышла в Европе на PSP. В свою очередь, версия для DS вышла 30 ноября того же года.

### Ремастер
6 июля 2018 года на выставке Paris Games Week был анонсирован ремастер Asterix & Obelix XXL 2 для платформ Windows, macOS, PlayStation 4, Xbox One и Nintendo Switch, и открыты предварительные заказы. За его разработку была ответственна OSome Studio, а издателем выступила компания Microids. Он отличается переработанными графикой, интерфейсом и меню, наличием системы трофеев и достижений и нововведениями в игровом процессе — выбором уровня сложности (лёгкий, нормальный и сложный), новыми атаками, системой улучшения навыков и способностей персонажей (покупаются за шлемы в расставленных по локациям магазинах), испытаниями по устранению врагов (в зависимости от результата, дающие за прохождение бронзовую, серебряную или золотую медаль), быстрым перемещением между контрольными точками, возможностью выбрать классические костюмы Астерикса и Обеликса из комиксов и несколько изменённой системой коллекционирования (например, для получения доступа к открыткам их надо находить на локациях).
Выход ремастера состоялся в ноябре 2018 года. Ограниченное издание, выпущенное на Nintendo Switch, PlayStation 4 и Xbox One, помимо самой игры на физическом носителе включает статуэтки главных героев; коллекционное издание с подзаголовком these Gauls are Crazy!, выпущенное на Nintendo Switch и PlayStation 4, помимо игры на физическом носителе включает 15-сантиметровую статуэтку Астерикса, детскую футболку с логотипом игры и 2 литографии. На русском языке ремастер был выпущен компанией «Бука». 1 октября 2019 года в Северной Америке консольные версии ремастера вышли на физическом носителе под названием Roman Rumble in Las Vegum: Asterix & Obelix XXL 2. 21 ноября 2019 года для Nintendo Switch ремастер вышел вместе с Asterix & Obelix XXL 3: The Crystal Menhir в составе сборника Asterix & Obelix XXL 2 + XXL 3 Mega Collector, включающего, помимо самих игр на картридже, 15-сантиметровые статуэтки главных героев и стилизованную под аркадный автомат подставку для Nintendo Switch.

## Оценки и мнения

### Оригинальная версия
| Сводный рейтинг       | Сводный рейтинг | Сводный рейтинг | Сводный рейтинг | Сводный рейтинг |
| Издание               | Оценка          | Оценка          | Оценка          | Оценка          |
| Издание               | DS              | PC              | PS2             | PSP             |
| --------------------- | --------------- | --------------- | --------------- | --------------- |
| GameRankings          |                 |                 | 60,33 %         |                 |
| MobyRank              | 53/100          | 73/100          | 69/100          | 62/100          |
| Иноязычные издания    |                 |                 |                 |                 |
| Издание               | Оценка          | Оценка          | Оценка          | Оценка          |
| Издание               | DS              | PC              | PS2             | PSP             |
| 4Players              | 59/100          | 68/100          | 68/100          | 66/100          |
| GameStar              |                 | 58/100          |                 |                 |
| Jeuxvideo.com         | 10/20           | 14/20           |                 | 15/20           |
| PC PowerPlay          |                 | 81/100          |                 |                 |
| Fragland              |                 |                 | 50/100          |                 |
| Русскоязычные издания |                 |                 |                 |                 |
| Издание               | Оценка          | Оценка          | Оценка          | Оценка          |
| Издание               | DS              | PC              | PS2             | PSP             |
| Absolute Games        |                 | 66 %            |                 |                 |
| «Игромания»           |                 | 7/10            |                 |                 |

Игра получила сдержанные отзывы от рецензентов. На сайте GameRankings средняя оценка составила 60,33 % у версии для PlayStation 2. На MobyGames средняя оценка составила 73 балла из 100 возможных у версии для ПК и 69 из 100 — для PlayStation 2.
К достоинствам были отнесены увлекательный геймплей, качественная графика и многочисленные отсылки к другим играм. Обозреватель 4Players, Пауль Кауц, выделил несколько плюсов, в частности «прикольные» отсылки к играм и фильмам, «яркую» графику, хорошее озвучивание и удобное управление. Рецензент Jeuxvideo.com под ником Killy похвалил интуитивно понятный игровой процесс, высокий уровень детализации графики, озвучивание и «весёлые» диалоги. В издании PC PowerPlay заключили: «Прядущие римляне, пойманные друиды, римский парк развлечений и два отважных галла — всё это ингредиенты для неожиданно увлекательного приключенческого боевика». Критик сайта Fragland под ником Roman отметил, что в игре хорошая задумка, удобное управление, интуитивно понятный геймплей, неплохая озвучка и красочная графика. Обозреватель Absolute Games под ником Arcane позитивно отнёсся к юмору игры, а также улучшенным графике и боевой системе, по сравнению с предшественником. Алексей Моисеев, журналист «Игромании», высоко оценил «потрясающий» юмор, сюжет, увлекательный геймплей и хорошую графику.
Критике подверглись в основном короткое, однообразное прохождение и музыкальное сопровождение. Кауц в минусах игры отметил отсутствие многопользовательского режима, неудачный саундтрек и битвы, которые быстро становятся скучными; помимо прочего, обозреватель раскритиковал долгие загрузки в версии для консоли PlayStation 2. Killy негативно отнёсся к неудобной камере, однообразию игры и короткой продолжительности прохождения. «Веселье омрачается глупым искусственным интеллектом» — заключили в редакции GameStar. Roman разочаровался в неоригинальности игры на фоне других платформеров на рынке, повторяющейся музыке и, в отличие от других рецензентов, отрицательно отнёсся и к юмору. Arcane отметил, что игра «по пояс погрузилась в трясину скуки и однообразия», раскритиковав «занудные» битвы, однотипные головоломки и неудобное управление. Негативную оценку управлению дал и Моисеев — по словам рецензента, в определённые моменты и сами герои, и камера могут повести себя совершенно непредсказуемым образом.

### Wifix
Asterix & Obelix XXL 2: Mission Wifix, как и оригинальная игра, получила противоречивые отзывы критиков, причём оценки были несколько ниже, что преимущественно связано с техническими недостатками портативных версий. На MobyGames средняя оценка составила 62 балла из 100 у версии для PSP и 53 из 100 — для DS.
Пауль Кауц (4Players), обозревая версию для PSP, похвалил наличие многопользовательского режима, которого не хватало оригиналу, но негативно отнёсся к «грубой» графике. Рассматривая же версию для DS, Кауц отметил, что ему понравился принцип двухмерной игры, но потенциал был подорван монотонным дизайном уровней, неинтересными мини-играми, раздражающими звуковыми эффектами и слегка навязчивым использованием тачпада. В конечном итоге, Кауц порекомендовал сомневающимся в покупке игрокам обратить внимание на версию для ПК и PlayStation 2, благодаря сниженной цене, по сравнению с портативными вариантами.
Killy (Jeuxvideo.com) рассмотрел версию для PSP, и отметил, что она обладает теми же достоинствами и недостатками, что и оригинальная игра, при этом выделив многопользовательский режим (способный продлить короткое прохождение в долгосрочной перспективе) и хорошую оптимизацию графики для уровня портативной системы. Его коллега Romendil оценил версию для DS, в целом оставшись в ней разочарованным: рецензент заметил, что в игре отсутствует открытая структура локаций из оригинала, уровни стали короче и легче, а многопользовательские режимы не заслуживают внимания.

### Ремастер
| Сводный рейтинг       | Сводный рейтинг | Сводный рейтинг | Сводный рейтинг |
| Издание               | Оценка          | Оценка          | Оценка          |
| Издание               | Switch          | PS4             | Xbox One        |
| --------------------- | --------------- | --------------- | --------------- |
| Metacritic            | 61/100          | 61/100          | 63/100          |
| Иноязычные издания    |                 |                 |                 |
| Издание               | Оценка          | Оценка          | Оценка          |
| Издание               | Switch          | PS4             | Xbox One        |
| Gameblog              | 6/10            | 6/10            | 6/10            |
| Jeuxvideo.com         | 11/20           | 11/20           | 11/20           |
| Push Square           |                 | 5/10            |                 |
| WorthPlaying          |                 | 5/10            |                 |
| Русскоязычные издания |                 |                 |                 |
| Издание               | Оценка          | Оценка          | Оценка          |
| Издание               | Switch          | PS4             | Xbox One        |
| StopGame.ru           |                 | Проходняк       |                 |

Ремастер также получил неоднозначные оценки. На сайте Metacritic средняя оценка составляет 63 балла из 100 возможных в версии для Xbox One и 61 из 100 — для PlayStation 4 и Nintendo Switch.
К плюсам, как и в случае с оригиналом, в основном отнесли диалоги, юмор, отсылки и красочный визуальный стиль. Жульен Инверно, рецензент Gameblog, отнёс к достоинствам эффективные комбинации атак, весёлые отсылки, озвучивание и диалоги, заметив, что Asterix & Obelix XXL 2 — «классная экшн-игра для любителей жанра и самых маленьких». Обозреватель Jeuxvideo под ником Carnbee выделил среди плюсов игры доступный игровой процесс и «тёплую и красочную» графику, а также отметил, что последовательности действий (например, техники боя с врагами) довольно эффективно сочетаются друг с другом. Критик Push Square, Кристиан Кобза, посчитал, что нововведения ремастера очень хорошо интегрированы в игровой процесс, а графика достойно выглядит на современных платформах. Джозеф Дойл (WorthPlaying) положительно отнёсся к персонажам и отсылкам на видеоигры, платформинг посчитал приятным в управлении, а зоны, по его мнению, красиво выглядят и детально прорисованы. Алексей Лихачев, обозреватель StopGame.ru, отметил, что Asterix & Obelix XXL 2 «неплохо сохранилась и может принести удовольствие современным геймерам»: к плюсам были отнесены несколько неплохих шуток, «подтянутая» графика и хорошие загадки.
К минусам ремастера причислили дизайн уровней, неудобную систему камер, короткую продолжительность прохождения и малое количество улучшений. Инверно отметил ряд недостатков: разработчики не привнесли «никакого волшебного зелья» для графики (хотя, как отметил критик, она, очевидно, красивее, чем в оригинале) и нет заметных бонусов для ремастера (например, концепт-артов), тем более что игра короткая. Carnbee отнёс к минусам отсутствие многопользовательского режима, технические недочёты, дизайн уровней (например, повторяющиеся головоломки), неудобные ракурсы камеры и малое количество нововведений. Кобза заметил ряд недостатков, присущих как проработке ремастера (например, невысокое качество звуковых эффектов и внутриигрового видео), так и устарелости игровых механик, а цену в $50 счёл несоответствующей результату. Дойл разочаровался в повторяющемся геймплее, низком качестве внутриигрового видео и «странной» музыке. «Проблема Asterix & Obelix XXL 2 в том, что она во многом остаётся игрой позапрошлого поколения» — написал Лихачев, и отнёс к минусам устаревший юмор, утомительные драки, новые для переиздания испытания (связанные всё с теми же утомительными драками), периодические проблемы со звуком и порой неадекватную камеру.

## Влияние
Несмотря на противоречивые отзывы, игровые механики и некоторые персонажи (например, Сэм Шифер), введённые в «Астерикс и Обеликс: Миссия Лас-Вегум», впоследствии были использованы в следующей игре про Астерикса и Обеликса — «Астерикс на Олимпийских играх», тоже разработанной Étranges Libellules.
О решении выпустить третью часть из серии Asterix & Obelix XXL стало известно в 2018 году, когда компания Anuman Interactive приобрела лицензию на выпуск игр про Астерикса и Обеликса. Asterix & Obelix XXL 3: The Crystal Menhir вышла в 2019 году и значительно отличается от предыдущих частей геймплеем и визуальным оформлением. Игра, как и предшественники, получила неоднозначные отзывы от прессы, которая хвалила юмор и графический стиль, но раскритиковала технические недочёты и однообразные уровни.